# 44-та паралель північної широти
44-та паралель північної широти — лінія широти, що лежить на 44 градуси північніше земної екваторіальної площини. Вона проходить через Європу, Середземне море, Азію, Тихий океан, Північну Америку та Атлантичний океан.
На цій широті під час літнього сонцестояння сонце видно 15 годин 29 хвилин, а під час зимового сонцестояння — 8 годин 53 хвилини.

## Список географічних об'єктів, що перетинає 44° пн. ш.
Починаючи з Гринвіцького меридіану та рухаючись на схід, 44-та паралель північної широти проходить через:
| Координати                                                   | Країна, територія або море | Примітки |
| ------------------------------------------------------------ | -------------------------- | --- |
| 44°0′ пн. ш. 0°0′ сх. д. / 44.000° пн. ш. 0.000° сх. д.      | Франція                    | Проходить через Монтобан |
| 44°0′ пн. ш. 7°39′ сх. д. / 44.000° пн. ш. 7.650° сх. д.     | Італія                     | |
| 44°0′ пн. ш. 8°10′ сх. д. / 44.000° пн. ш. 8.167° сх. д.     | Середземне море            | Генуезька затока |
| 44°0′ пн. ш. 10°6′ сх. д. / 44.000° пн. ш. 10.100° сх. д.    | Італія                     | Проходить північніше Сан-Марино |
| 44°0′ пн. ш. 12°40′ сх. д. / 44.000° пн. ш. 12.667° сх. д.   | Адріатичне море            | |
| 44°0′ пн. ш. 15°2′ сх. д. / 44.000° пн. ш. 15.033° сх. д.    | Хорватія                   | Проходить через острови Дугі-Оток і Пашман та материк |
| 44°0′ пн. ш. 16°32′ сх. д. / 44.000° пн. ш. 16.533° сх. д.   | Боснія і Герцеговина       | |
| 44°0′ пн. ш. 19°14′ сх. д. / 44.000° пн. ш. 19.233° сх. д.   | Сербія                     | Приблизно на 3 км |
| 44°0′ пн. ш. 19°16′ сх. д. / 44.000° пн. ш. 19.267° сх. д.   | Боснія і Герцеговина       | |
| 44°0′ пн. ш. 19°34′ сх. д. / 44.000° пн. ш. 19.567° сх. д.   | Сербія                     | Проходить через Крагуєваць |
| 44°0′ пн. ш. 22°25′ сх. д. / 44.000° пн. ш. 22.417° сх. д.   | Болгарія                   | Проходить через Видин |
| 44°0′ пн. ш. 22°55′ сх. д. / 44.000° пн. ш. 22.917° сх. д.   | Румунія                    | Проходить північніше Александрії |
| 44°0′ пн. ш. 26°13′ сх. д. / 44.000° пн. ш. 26.217° сх. д.   | Болгарія                   | |
| 44°0′ пн. ш. 27°41′ сх. д. / 44.000° пн. ш. 27.683° сх. д.   | Румунія                    | Приблизно на 15 км |
| 44°0′ пн. ш. 27°53′ сх. д. / 44.000° пн. ш. 27.883° сх. д.   | Болгарія                   | Приблизно на 4 км |
| 44°0′ пн. ш. 27°56′ сх. д. / 44.000° пн. ш. 27.933° сх. д.   | Румунія                    | |
| 44°0′ пн. ш. 28°40′ сх. д. / 44.000° пн. ш. 28.667° сх. д.   | Чорне море                 | |
| 44°0′ пн. ш. 39°11′ сх. д. / 44.000° пн. ш. 39.183° сх. д.   | Росія                      | Проходить південніше П'ятигорська |
| 44°0′ пн. ш. 47°23′ сх. д. / 44.000° пн. ш. 47.383° сх. д.   | Каспійське море            | Проходить північніше острова Чечень, Росія |
| 44°0′ пн. ш. 50°55′ сх. д. / 44.000° пн. ш. 50.917° сх. д.   | Казахстан                  | |
| 44°0′ пн. ш. 56°0′ сх. д. / 44.000° пн. ш. 56.000° сх. д.    | Узбекистан                 | |
| 44°0′ пн. ш. 61°26′ сх. д. / 44.000° пн. ш. 61.433° сх. д.   | Казахстан                  | |
| 44°0′ пн. ш. 80°27′ сх. д. / 44.000° пн. ш. 80.450° сх. д.   | КНР                        | Сіньцзян — проходить північніше Урумчі |
| 44°0′ пн. ш. 95°30′ сх. д. / 44.000° пн. ш. 95.500° сх. д.   | Монголія                   | |
| 44°0′ пн. ш. 111°50′ сх. д. / 44.000° пн. ш. 111.833° сх. д. | КНР                        | Внутрішня Монголія Цзілінь — проходить північніше Чанчуня Хейлунцзян Цзілінь — приблизно на 2 км Хейлунцзян — приблизно на 1 км Цзілінь — приблизно на 10 км Хейлунцзян Цзілінь — приблизно на 5 км Хейлунцзян |
| 44°0′ пн. ш. 131°15′ сх. д. / 44.000° пн. ш. 131.250° сх. д. | Росія                      | |
| 44°0′ пн. ш. 135°32′ сх. д. / 44.000° пн. ш. 135.533° сх. д. | Японське море              | |
| 44°0′ пн. ш. 141°39′ сх. д. / 44.000° пн. ш. 141.650° сх. д. | Японія                     | Проходить через острів Хоккайдо |
| 44°0′ пн. ш. 144°17′ сх. д. / 44.000° пн. ш. 144.283° сх. д. | Охотське море              | |
| 44°0′ пн. ш. 144°54′ сх. д. / 44.000° пн. ш. 144.900° сх. д. | Японія                     | Проходить через острів Хоккайдо |
| 44°0′ пн. ш. 145°10′ сх. д. / 44.000° пн. ш. 145.167° сх. д. | Протока Немуро             | |
| 44°0′ пн. ш. 145°39′ сх. д. / 44.000° пн. ш. 145.650° сх. д. | Курильські острови         | Проходить через японський острів Кунашир, окупований Росією |
| 44°0′ пн. ш. 145°48′ сх. д. / 44.000° пн. ш. 145.800° сх. д. | Тихий океан                | Проходить північніше японського острова Шикотан, окупований Росією |
| 44°0′ пн. ш. 124°8′ зх. д. / 44.000° пн. ш. 124.133° зх. д.  | США                        | Орегон — проходить південніше Юджина та Бенда Айдахо Вайомінг Південна Дакота — проходить південніше Рапід-Сіті Міннесота — проходить через Рочестер Вісконсин — проходить через Ошкош                         |
| 44°0′ пн. ш. 87°41′ зх. д. / 44.000° пн. ш. 87.683° зх. д.   | Озеро Мічиган              | |
| 44°0′ пн. ш. 86°28′ зх. д. / 44.000° пн. ш. 86.467° зх. д.   | США                        | Мічиган |
| 44°0′ пн. ш. 82°45′ зх. д. / 44.000° пн. ш. 82.750° зх. д.   | Озеро Гурон                | |
| 44°0′ пн. ш. 81°44′ зх. д. / 44.000° пн. ш. 81.733° зх. д.   | Канада                     | Онтаріо |
| 44°0′ пн. ш. 77°0′ зх. д. / 44.000° пн. ш. 77.000° зх. д.    | Озеро Онтаріо              | |
| 44°0′ пн. ш. 76°16′ зх. д. / 44.000° пн. ш. 76.267° зх. д.   | США                        | Нью-Йорк – проходить північніше Вотертауна Вермонт — проходить через Міддлбері Нью-Гемпшир Мен |
| 44°0′ пн. ш. 69°8′ зх. д. / 44.000° пн. ш. 69.133° зх. д.    | Атлантичний океан          | Затока Мен — проходить південніше островів Віналгейвен та Айл-о-Го, Мен, США |
| 44°0′ пн. ш. 66°9′ зх. д. / 44.000° пн. ш. 66.150° зх. д.    | Канада                     | Нова Шотландія |
| 44°0′ пн. ш. 64°40′ зх. д. / 44.000° пн. ш. 64.667° зх. д.   | Атлантичний океан          | |
| 44°0′ пн. ш. 59°46′ зх. д. / 44.000° пн. ш. 59.767° зх. д.   | Канада                     | Проходить через острів Сейбл Нова Шотландія |
| 44°0′ пн. ш. 59°45′ зх. д. / 44.000° пн. ш. 59.750° зх. д.   | Атлантичний океан          | |
| 44°0′ пн. ш. 1°21′ зх. д. / 44.000° пн. ш. 1.350° зх. д.     | Франція                    | |